# Burmannia foliosa
Burmannia foliosa är en enhjärtbladig växtart som beskrevs av Henry Allan Gleason. Burmannia foliosa ingår i släktet Burmannia och familjen Burmanniaceae. Inga underarter finns listade i Catalogue of Life.